# Canale Industriale

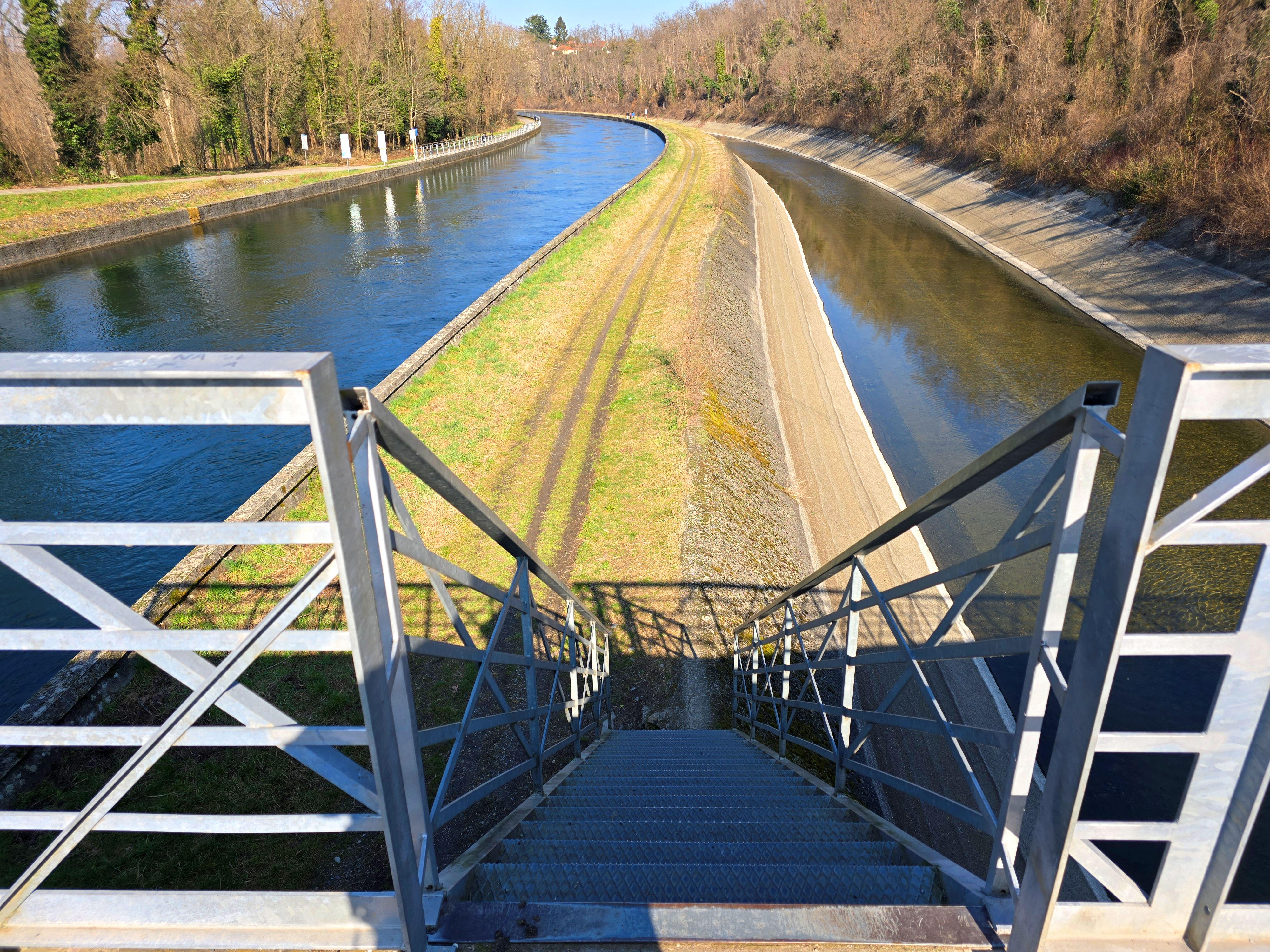
Somma Lombardo: Canale Industriale (a sinistra) e Canale Villoresi (a destra)

Il canale Industriale, noto anche come canale Vizzola, è un corso d'acqua artificiale che deriva le proprie acque dal fiume Ticino, mediante la diga del Panperduto presso Somma Lombardo, dove vengono derivate anche le acque del canale Villoresi. Il canale fu inaugurato nel 1900, con il nome di "canale industriale Vittorio Emanuele III", la sua realizzazione fu dovuta alla produzione di energia idroelettrica. Il canale industriale aziona, infatti, le turbine di ben tre centrali idroelettriche: la centrale di Vizzola, la centrale di Tornavento e la centrale Castelli di Turbigo. Poco oltre quest'impianto il canale si dirama in 3 canali: a sinistra la maggior parte delle acque (64 m³/s d'estate, 35 m³/s in inverno) si immette nel Naviglio Grande, che qui riceve la sua portata effettiva; al centro, invece, si origina lo scaricatore Turbighetto, avente una portata di circa 50 m³/s. Questo confluisce nel Ticino, dopo aver azionato le turbine di una quarta centrale idroelettrica: la Centrale di Turbigo Inferiore. A destra si origina il canale di regresso. Questo terzo ramo confluisce nel Ticino in località Casa delle Barche. Mediante una diga in ghiaia sul Ticino le sue acque sono convogliate nel naviglio Langosco, azionando la centrale idroelettrica Varzi.

## Comuni attraversati
- Somma Lombardo
- Vizzola Ticino
- Lonate Pozzolo
- Nosate
- Castano Primo
- Turbigo